# Lonchura oryzivora
Il padda o fringuello di Giava (Lonchura oryzivora (Linnaeus, 1758)) è un uccello passeriforme appartenente alla famiglia Estrildidae, endemico dell'Indonesia.

## Distribuzione e habitat

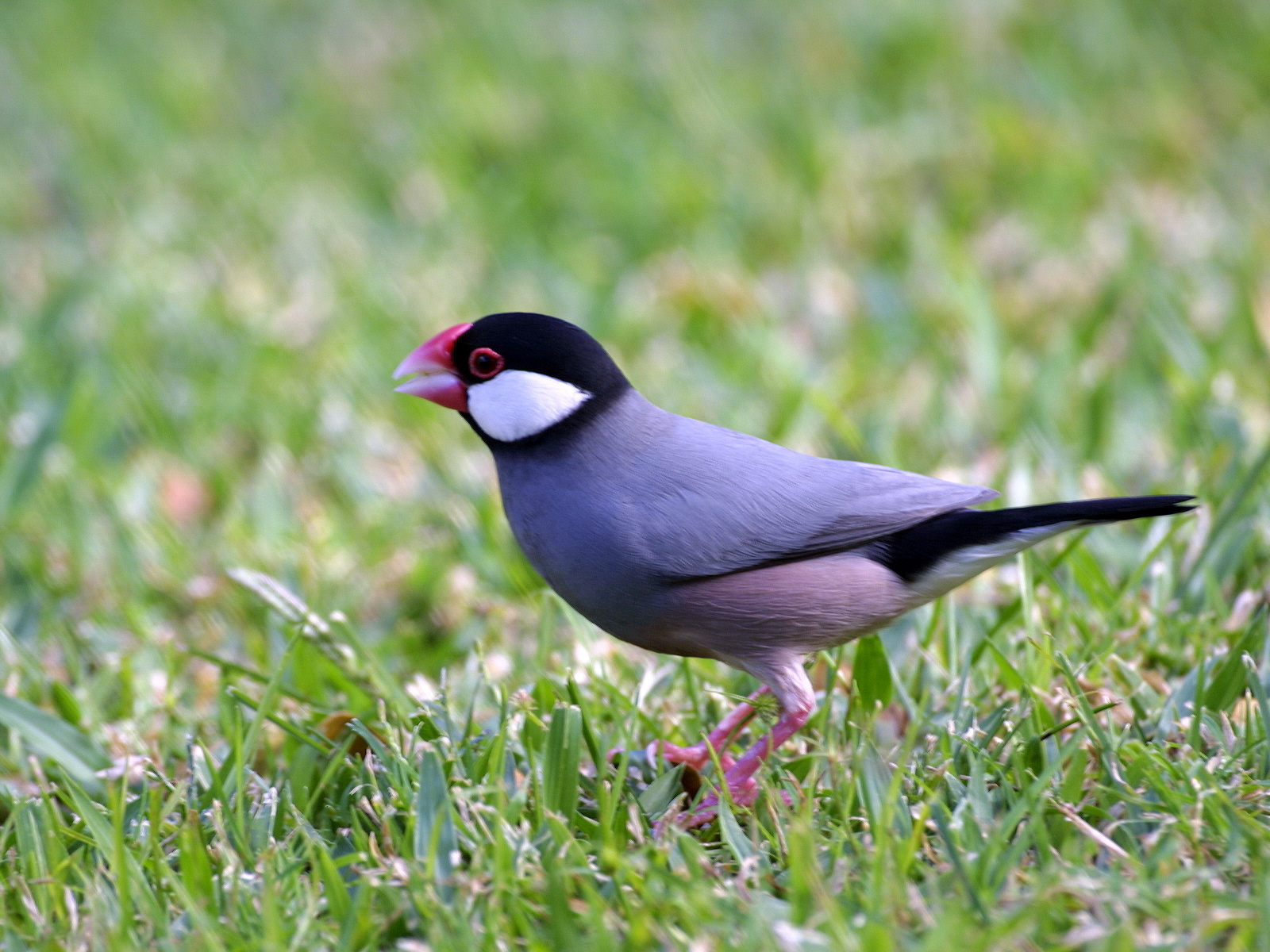
Un padda nel campus dell'università delle Hawaii a Honolulu, dove la specie è stata introdotta

Il padda è una specie stanziale, che in natura occupa un areale piuttosto circoscritto che comprende le isole indonesiane di Giava, Bali e Bawean. La specie, piuttosto popolare come uccello da gabbia e da voliera, è stata inoltre introdotta, volontariamente o accidentalmente, in numerose parti del mondo, come ad esempio a Sumatra, alle Molucche, nelle Filippine, in Malaysia, a Singapore, Hong Kong, in Indocina e a Bangkok, nel subcontinente indiano (dove tuttavia non è riuscita a naturalizzarsi con successo, sebbene sussistano popolazioni riproduttive a Madras, Calcutta e Colombo), alle Hawaii (in particolare ne sussiste una popolazione consistente sull'isola di Oahu), sulle isole Figi, nella porzione meridionale di Taiwan e a Miami, oltre che a Porto Rico, in Giamaica, a Zanzibar e sull'isola di Sant'Elena.
L'habitat di questi uccelli è rappresentato dalle risaie, dai campi coltivati, dalle foreste umide di bambù ed in generale dalle aree erbose sul limitare di foreste e boscaglie, con presenza di fonti d'acqua dolce permanenti. Si tratta di uccelli che dimostrano di temere poco l'uomo, tanto da spingersi a colonizzare anche le aree urbane, i giardini ed i cortili delle case. Sebbene sia una specie tipica delle aree pianeggianti, la si può osservare fino ai 1500 m di quota.

## Descrizione

### Dimensioni
Il padda misura circa 14–17 cm di lunghezza, compresa la coda: queste dimensioni fanno del padda l'estrildide di maggiori dimensioni.

### Aspetto

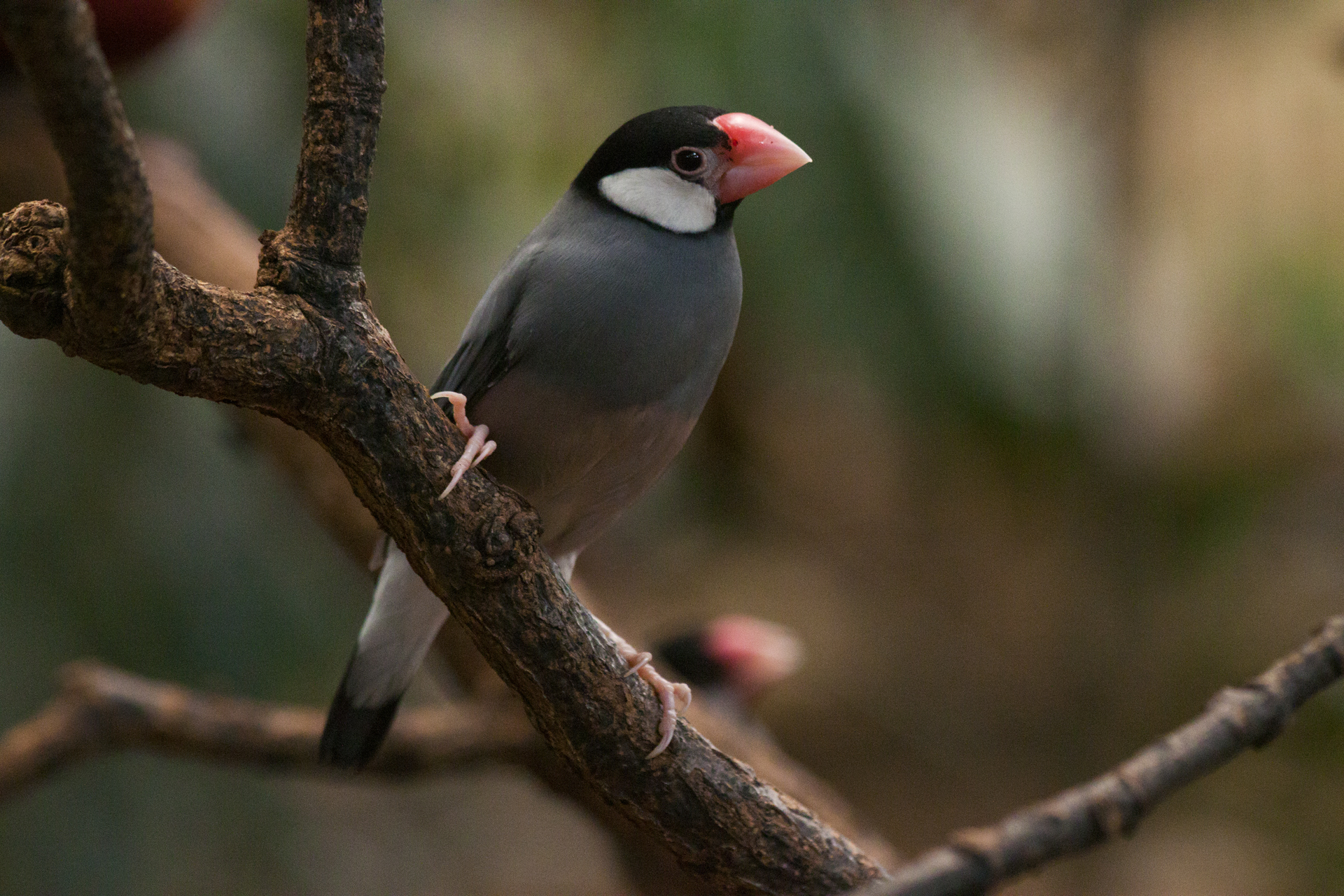
Un padda posato su un ramo.

Questo uccello presenta un caratteristico aspetto forte e tozzo, con un becco estremamente robusto di forma conica. Nel complesso, i padda mostrano una forte somiglianza coi frosoni, ed in particolare coi frosoni asiatici del genere Eophona; non sussiste tuttavia alcuna parentela particolarmente stretta con questi uccelli.
La colorazione è grigio topo su tutto il corpo, con tendenza ad assumere nette sfumature bruno-cannella sul ventre, mentre il sottocoda è bianco sporco: bianche sono anche le caratteristiche macchie guanciali di forma ovale, mentre la testa e la coda sono nere. Il grosso becco è di colore rosato, con punta e margini che assumono colorazione bianca perlata, mentre gli occhi sono di un caratteristico colore bruno-rossiccio, circondati da un cerchio perioculare glabro e di color carnicino; anche le zampe sono dello stesso colore.

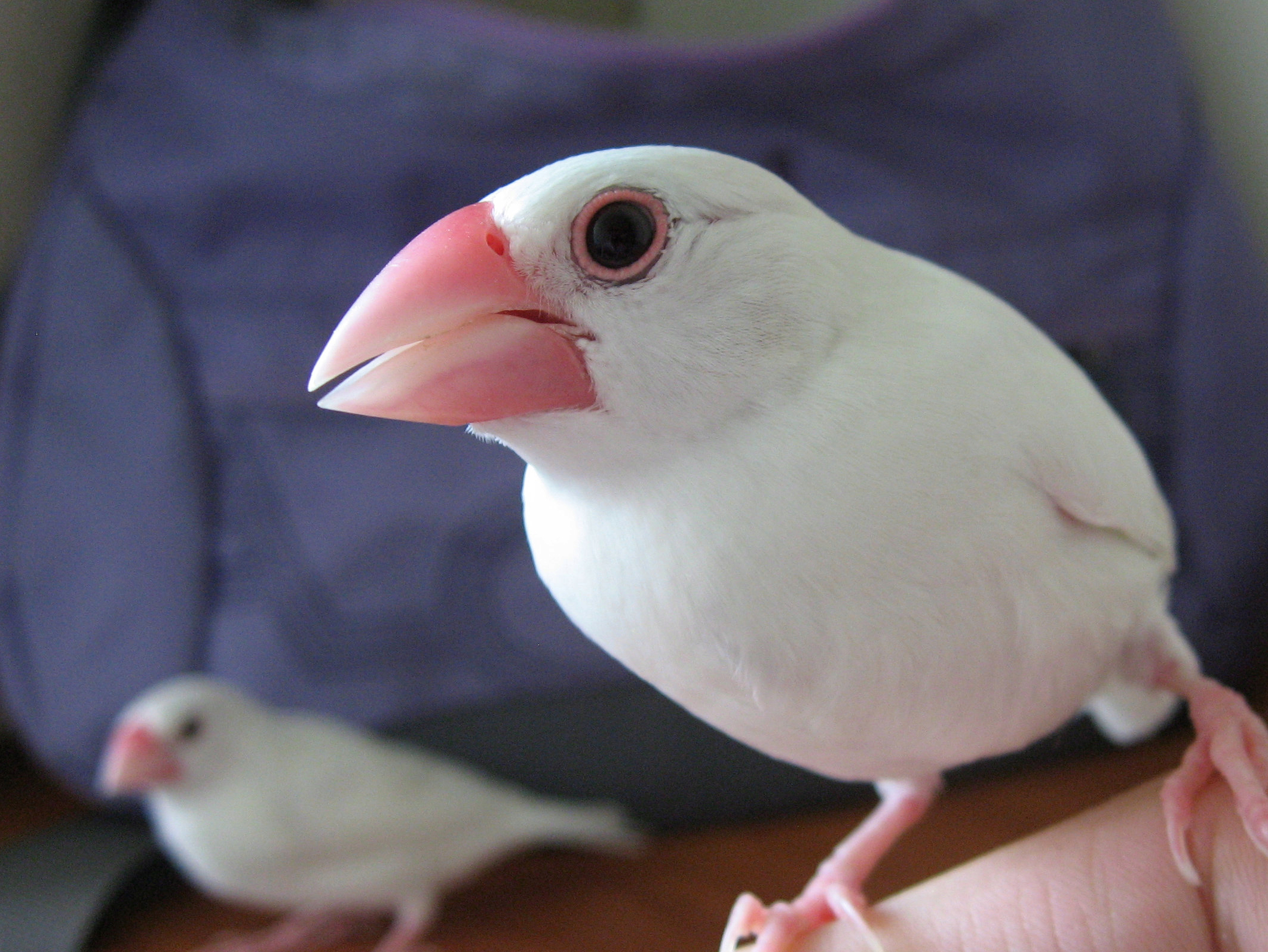
Due padda mutati bianchi

In cattività sono inoltre state selezionate numerose mutazioni di colore di questo uccello:
- Bianco, completamente candido ma con occhi pigmentati (e non rossi come nei casi di albinismo);
- Feomelanico o Rosso-bruno, in cui il nero diviene bruno ed il grigio diviene beige;
- Opale, in cui la colorazione assume tonalità argentee su tutto il corpo, col nero che diviene grigio;
- Pastello, in cui l'intensità dei colori delle varie mutazioni viene dimezzata, dimodoché essi risultano "diluiti";
- Testa nera, in cui le guance ed il sottocoda appaiono completamente neri o con aree bianche appena accennate. Questa mutazione è più comune delle altre anche in natura, tanto che un tempo si pensava che gli esemplari a testa nera fossero le femmine di questa specie;
- Topazio, in cui testa e coda si presentano marroni, mentre petto, dorso e remiganti sono di colore beige-grigio ed il ventre è di color nocciola scuro;

Le varie mutazioni possono essere combinate fra loro, ad esempio gli esemplari mutati bianchi, accoppiati ad altri con altre mutazioni, danno prole cosiddetta pezzata dove la colorazione originaria mostra aree bianche più o meno estese.

## Biologia

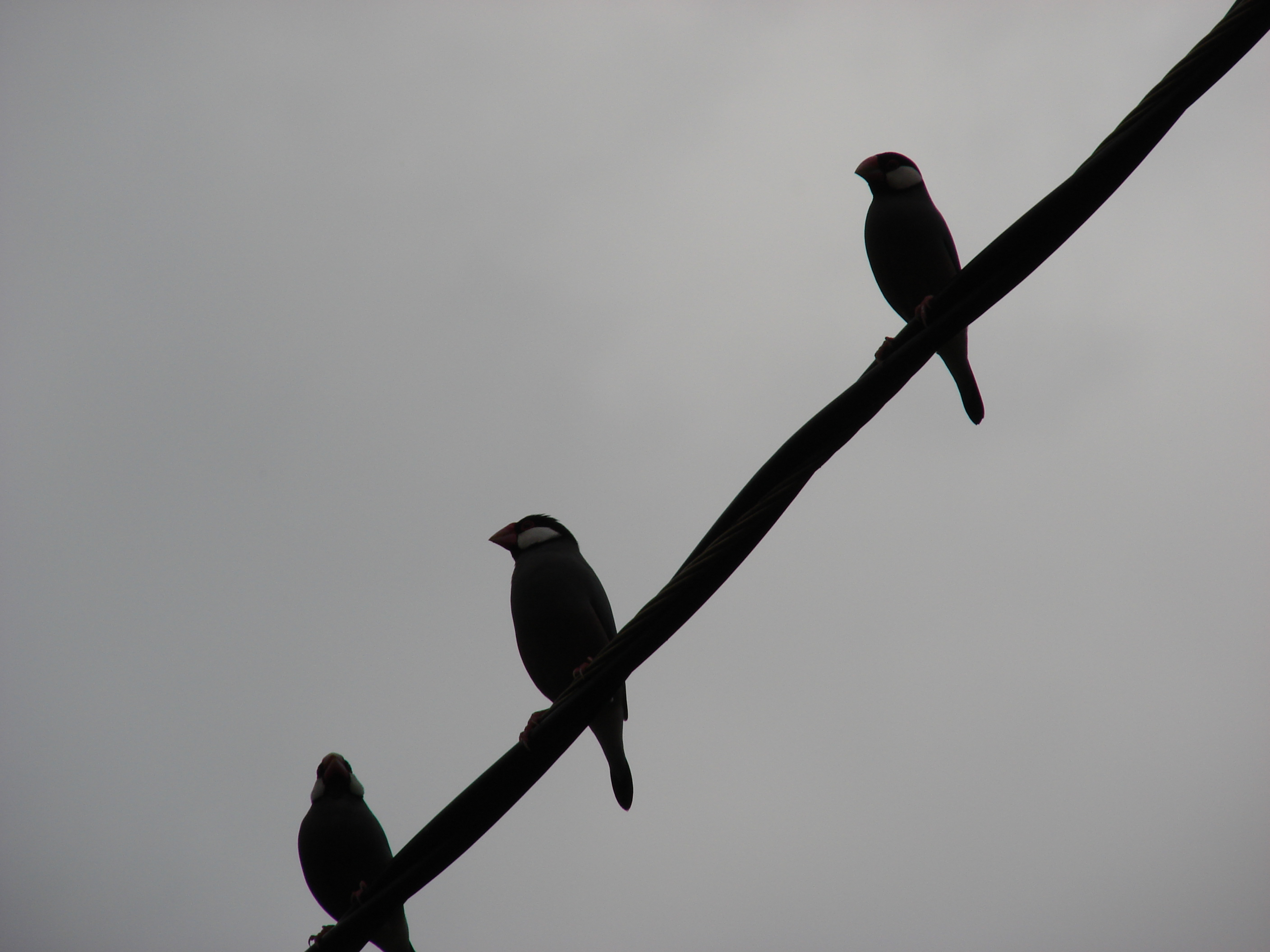
Gruppo di padda su un albero di guava

Si tratta di uccelli diurni dalle abitudini tendenzialmente gregarie, che si riuniscono in stormi anche numerosi, spesso in compagnia anche di altre specie come il cappuccino testa bianca ed il domino; gli stormi passano la maggior parte del tempo al suolo o fra l'erba alta alla ricerca di cibo, mentre sul far della sera essi si riuniscono fra gli alberi per passare la notte. I vari membri di un gruppo tendono a tenersi in contatto fra loro emettendo spesso una caratteristica nota cinguettata.

### Alimentazione

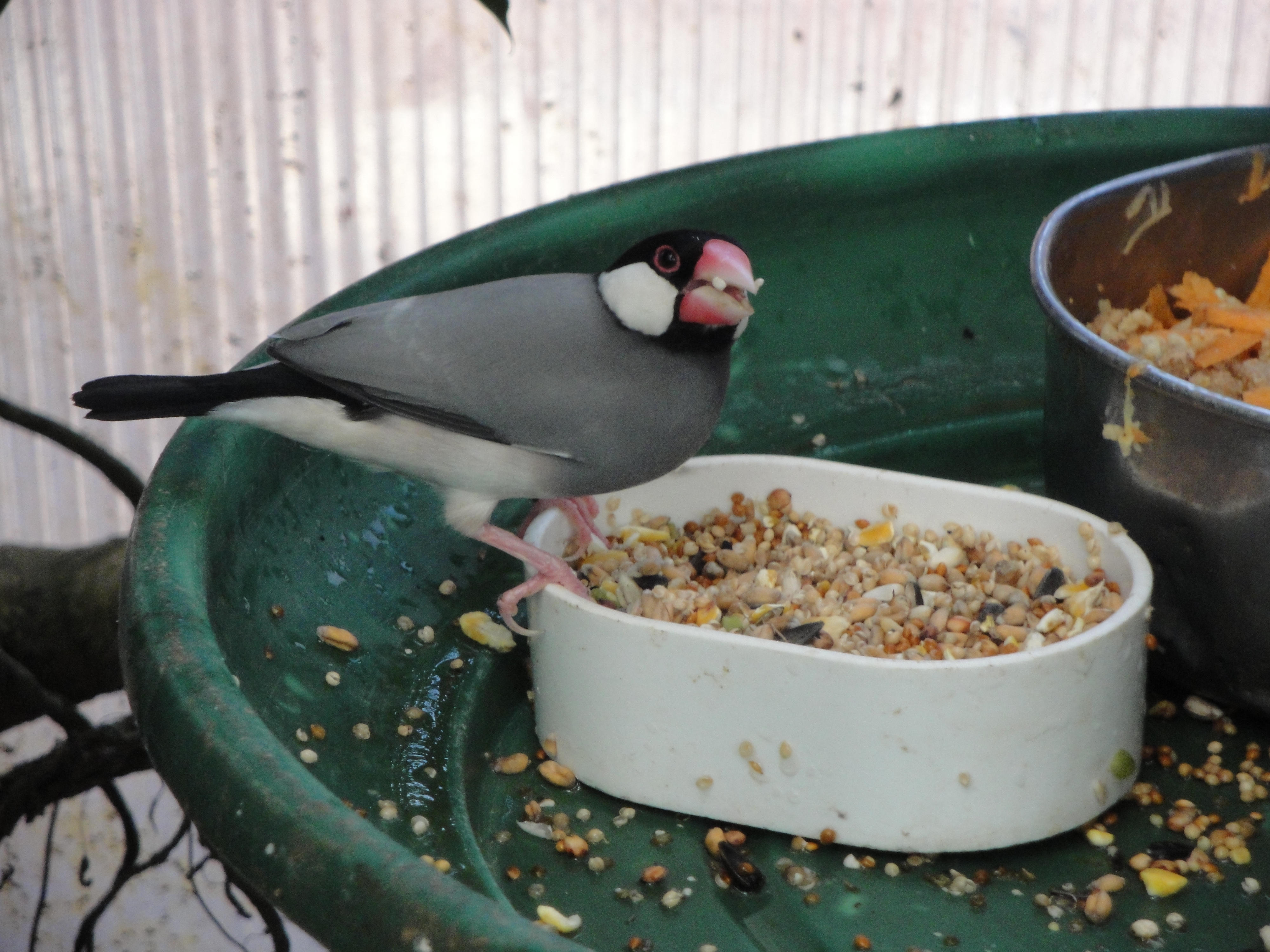
Un padda si nutre di granaglie sull'isola di Wight

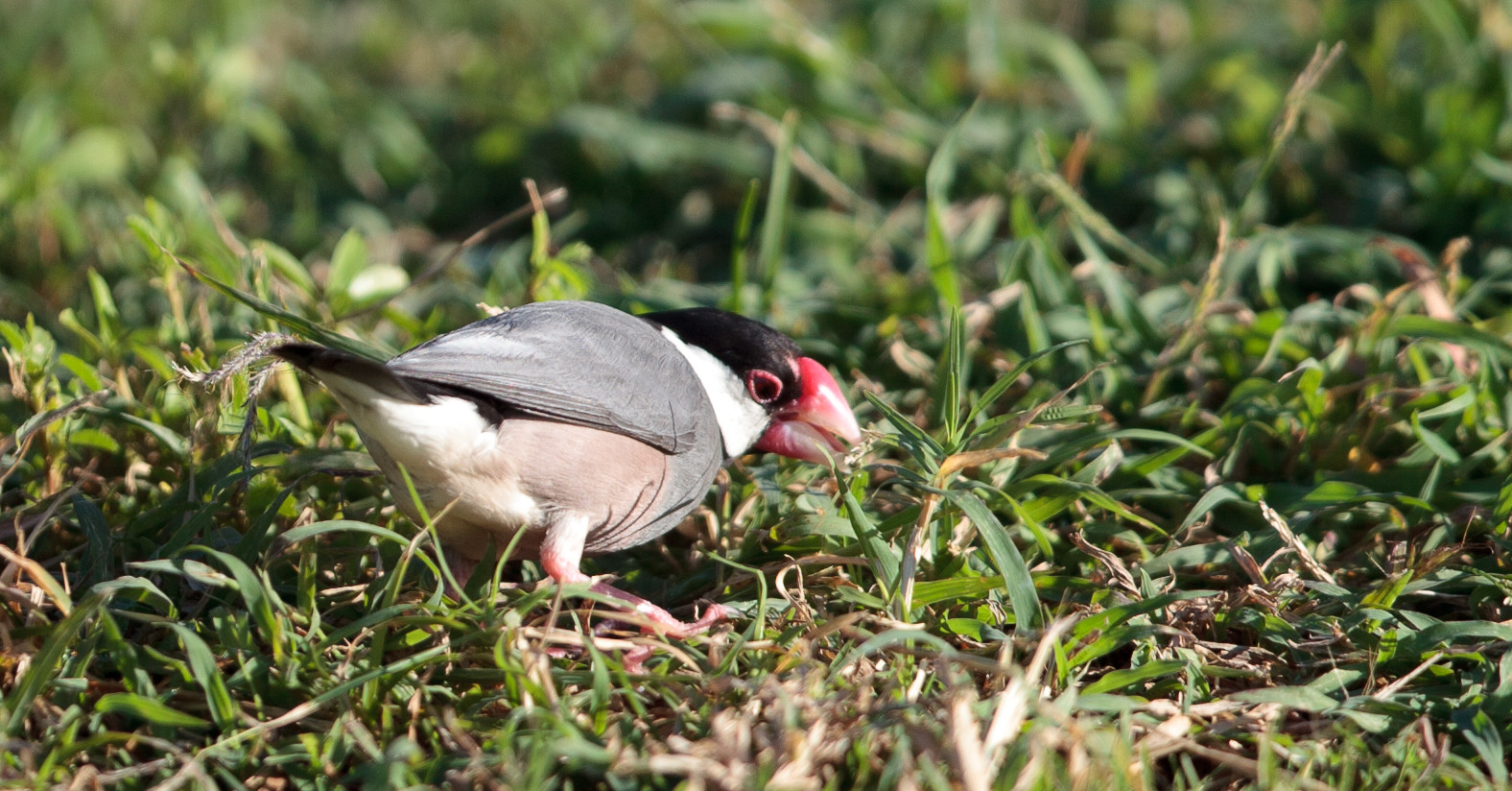
Un padda si nutre di germogli al suolo

Grazie al forte becco, il padda è in grado di spezzare senza problemi gli involucri di numerosissime varietà di piccoli semi, che rappresentano la stragrande maggioranza della dieta di questi uccelli: essi in particolare privilegiano le graminacee, il mais e soprattutto il riso, del quale vanno particolarmente ghiotti ed al quale essi devono il proprio nome scientifico (oryzivora deriva infatti dal greco e significa proprio "mangiatrice di riso"): i padda prelevano i semi ancora immaturi direttamente dalla pianta, rimanendo aggrappati agli steli, oppure ricercano quelli in fase di germinazione al suolo.
Questi uccelli si nutrono inoltre anche di frutta, verdura, germogli e bacche, mentre è abbastanza difficile che rivolgano le proprie attenzioni verso alimenti di origine animale, privilegiando in questo caso i piccoli insetti volanti (come le termiti nei periodi in cui esse sciamano), che vengono catturati soprattutto durante il periodo riproduttivo, quando vi è un'aumentata richiesta energetica dovuta alla riproduzione ed all'allevamento della prole.

### Riproduzione

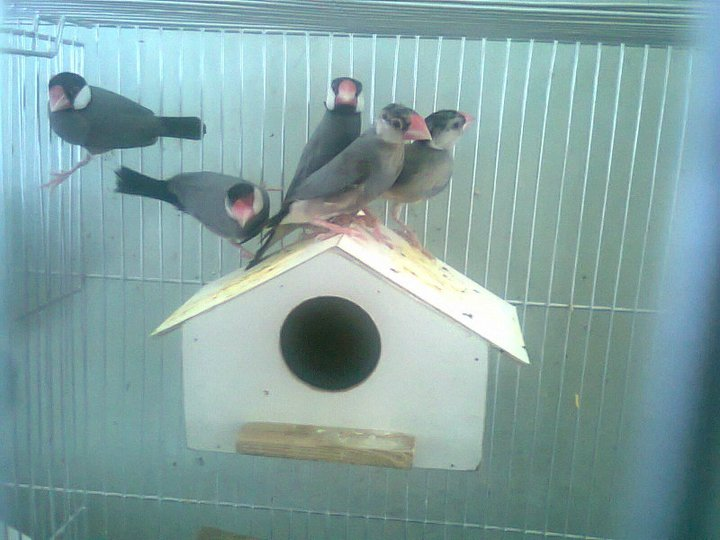
Coppia di padda con nidiacei in cattività

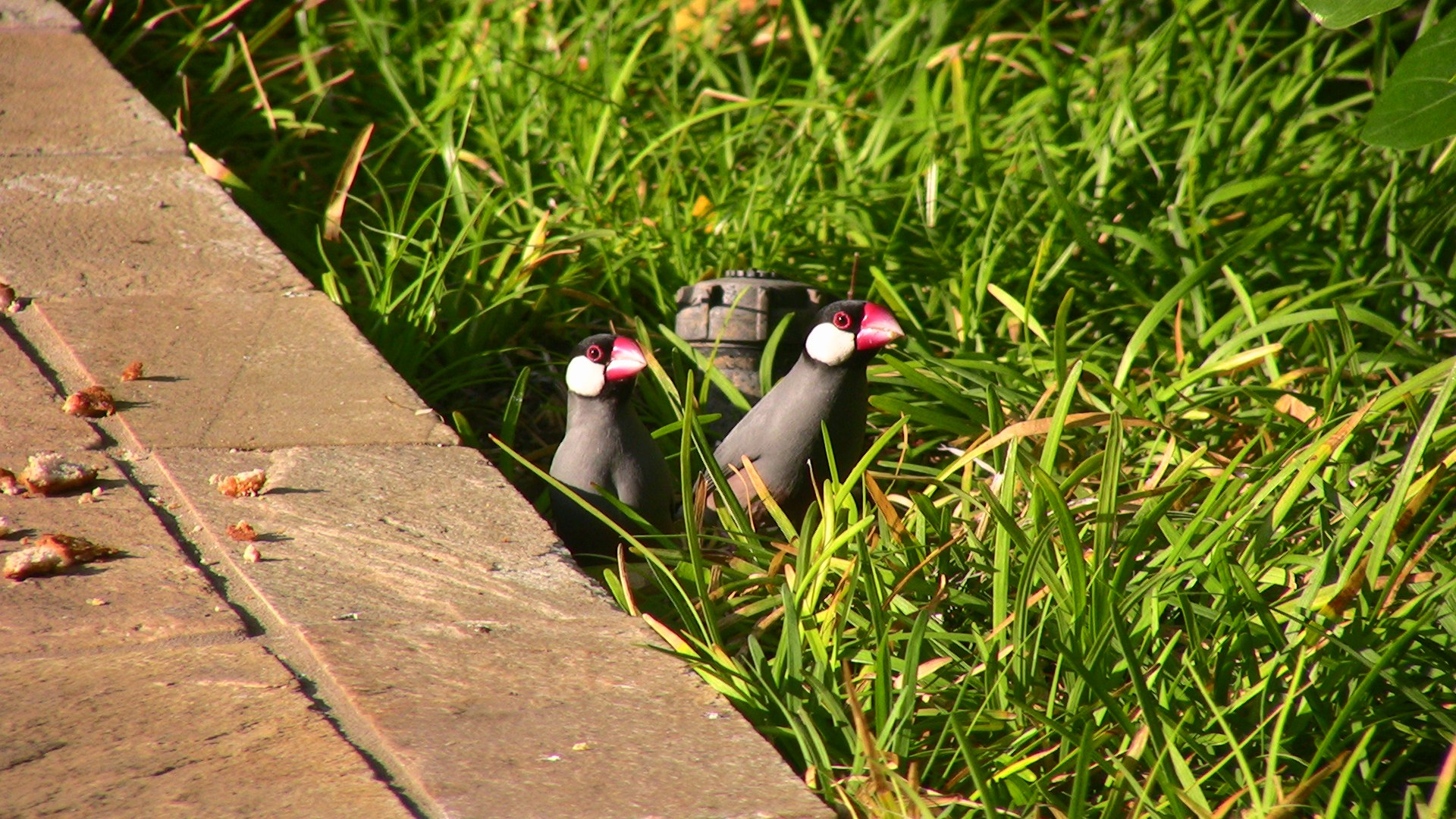
Coppia di padda in riproduzione: i colori di becco e parti nude del maschio (a destra) divengono più vividi

Questi uccelli sono in grado di riprodursi durante tutto l'arco dell'anno: tuttavia, per assicurare ai nascituri una maggiore quantità di cibo, essi tendono a concentrare l'evento riproduttivo nella fase finale della stagione delle piogge, quando si può osservare una pigmentazione più carica delle zone nude del corpo (zampe, cerchio perioculare) e del becco dei maschi, che divengono quasi di color salmone.
Il maschio corteggia la femmina cantando (il canto consiste nella riproduzione continua per 5-6 volte del normale trillo di richiamo) e saltellandole attorno, tenendo al contempo un contegno impettito ed arruffando le penne del petto e dell testa.

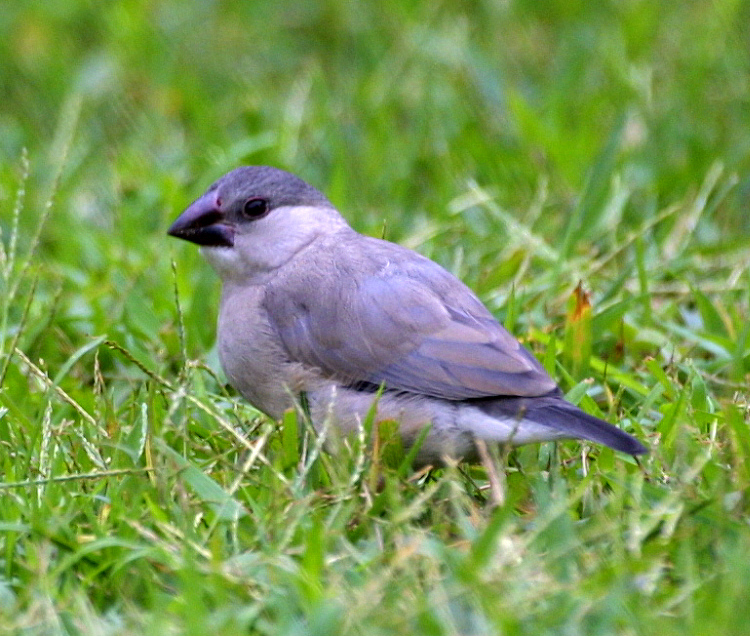
Un giovane di padda: notare il becco nero, l'assenza di macchie guanciali e di cappuccio

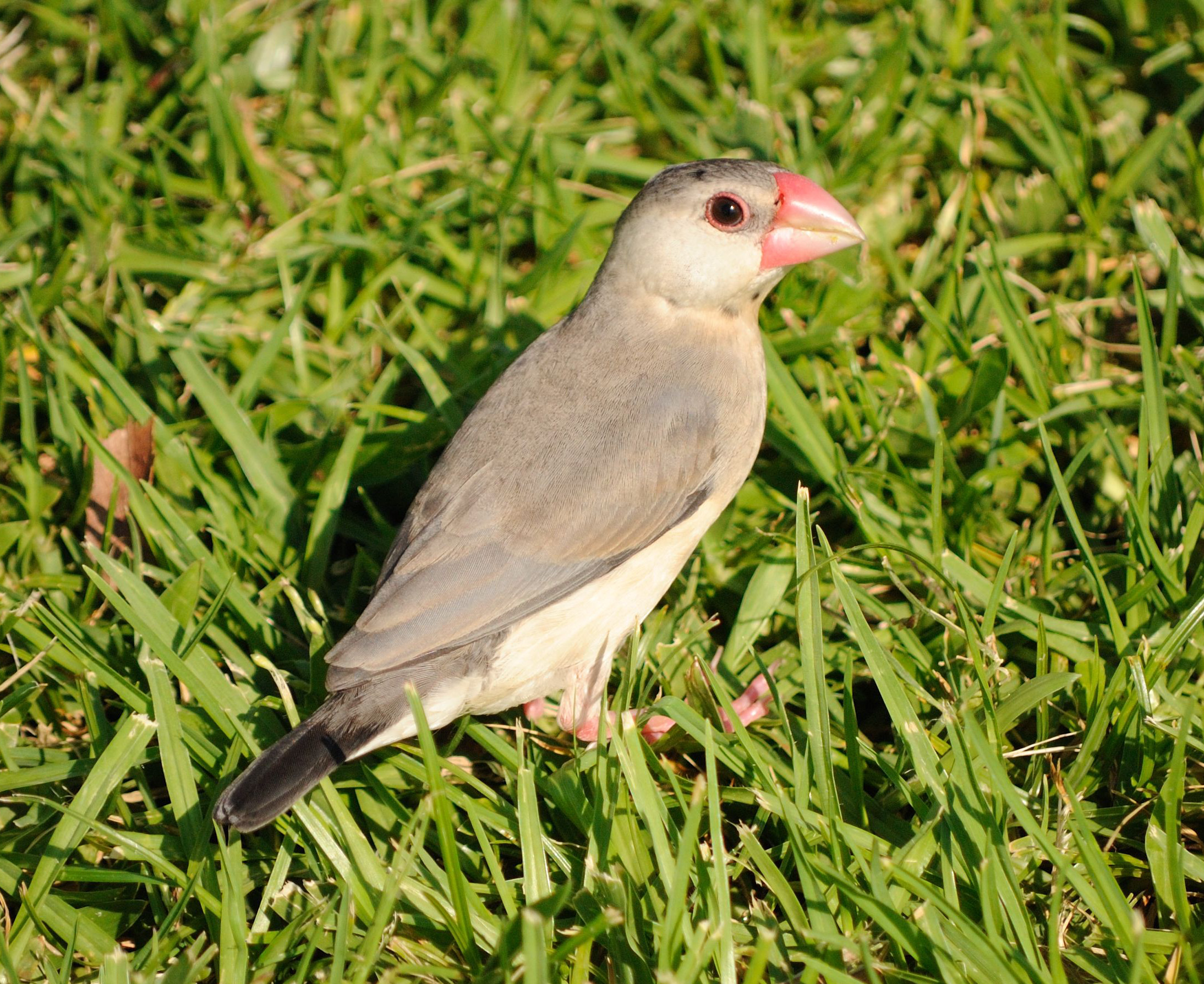
Un giovane padda, indipendente ma ancora privo della colorazione adulta

Il nido, piuttosto voluminoso e grossolano, viene costruito da ambedue i sessi intrecciando rametti, steli d'erba ed altro materiale fibroso a formare una struttura sferica ubicata alla biforcazione di un ramo nel folto della vegetazione, all'interno della quale la femmina depone da 3 a 10 uova biancastre, al ritmo di uno al giorno. La coppia si alterna nella cova durante il giorno, mentre durante la notte ambo i sessi riposano assieme all'interno del nido, e dopo 13-18 giorni schiudono i pulli, inizialmente ciechi ed implumi: essi vengono imbeccati ed accuditi da entrambi i genitori, e sono in grado d'involarsi attorno alle 4 settimane dalla schiusa. Essi rimangono comunque nei pressi del nido, tornandovi per dormire durante la notte e chiedendo l'imbeccata ai genitori, per altre 3 settimane, dopodiché se ne allontanano definitivamente.
La maturità sessuale viene raggiunta dai maschi attorno ai 5-6 mesi di vita, mentre le femmine sono leggermente più tardive e sono pronte per la riproduzione attorno ai 10 mesi di vita, sebbene sia piuttosto difficile che i giovani di ambedue i sessi riescano a riprodursi con successo prima dell'anno di vita.

## Conservazione

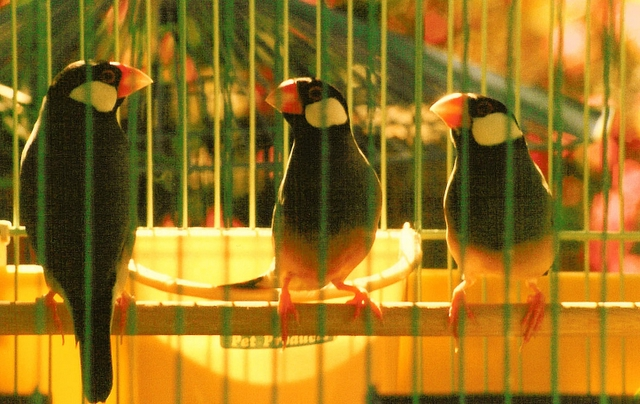
Tre padda in gabbia: questo uccello è molto diffuso in cattività

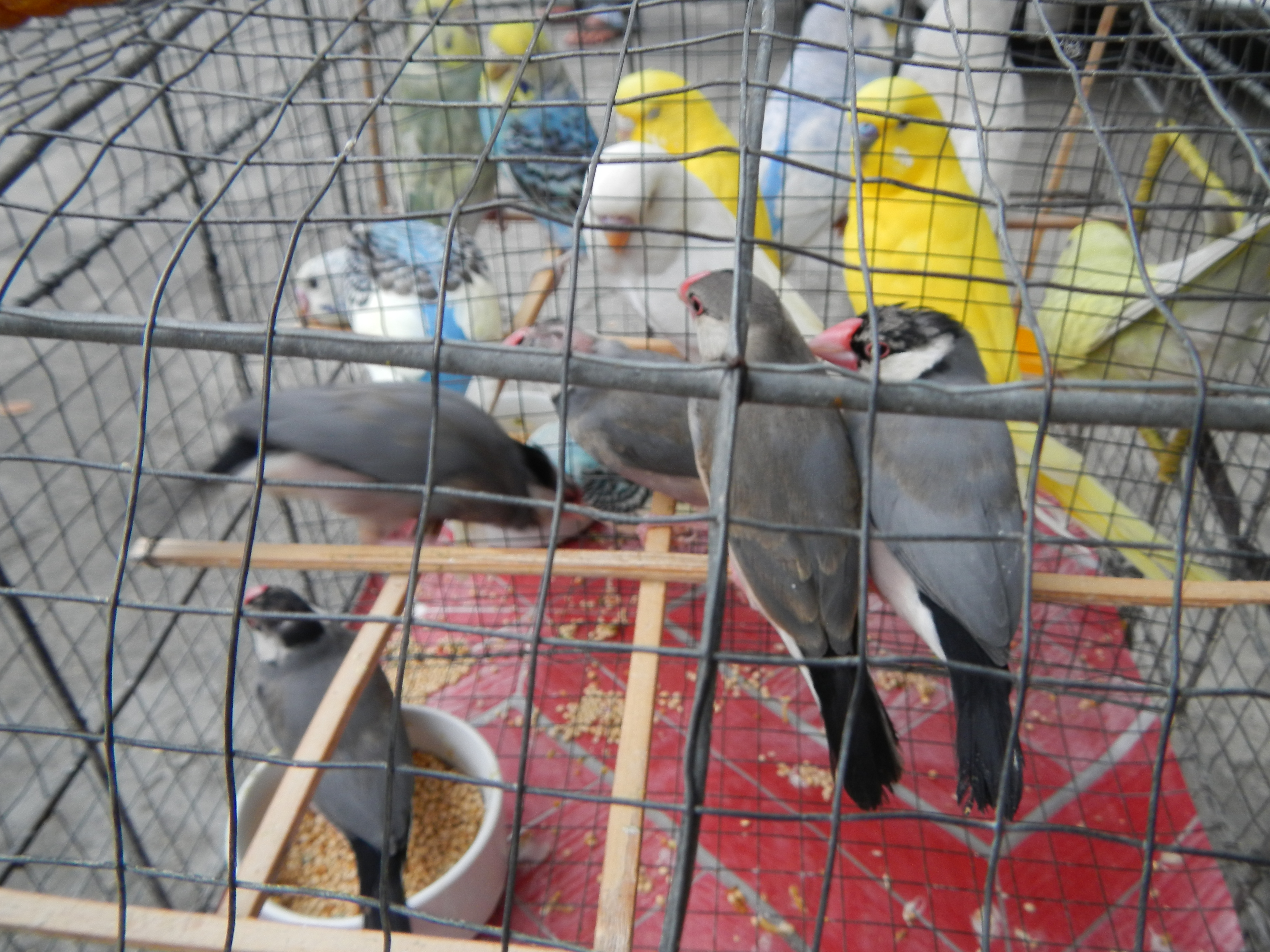
Giovani padda in un negozio di animali, assieme a delle cocorite

Sebbene sia comune ed apprezzato come uccello da gabbia, ed allevato a questo scopo da secoli (i primi esemplari giunsero in Europa nel 1860, ma essi venivano allevati in cattività in Cina e Giappone già da molto tempo), il padda è piuttosto raro nelle aree delle quali è originario, e anzi la distruzione dell'habitat, la pressione demografica e le persecuzioni alle quali questo uccello è stato sottoposto in quanto dannoso per le coltivazioni hanno fatto sì che la specie abbia subito un drastico calo numerico nel corso degli anni, tanto che lo IUCN la classifica come vulnerabile.
Il padda è inoltre inserito nell'Appendice II della CITES, pertanto ne è consentito il commercio e la detenzione in cattività, a patto di denunciare obbligatoriamente nascite, decessi e cessioni degli animali.